# Maria Kaczyńska

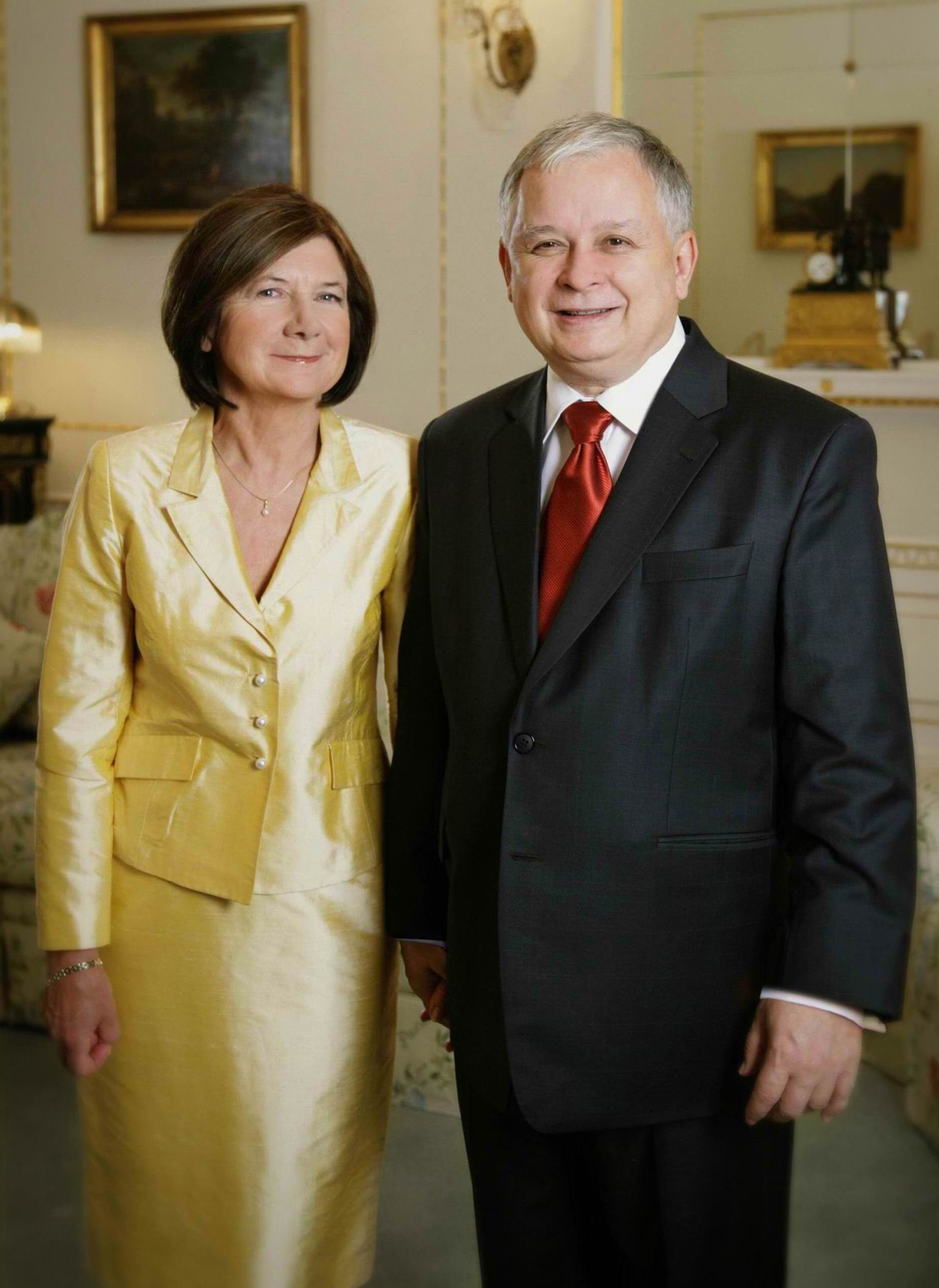
Maria i Lech Kaczyńscy

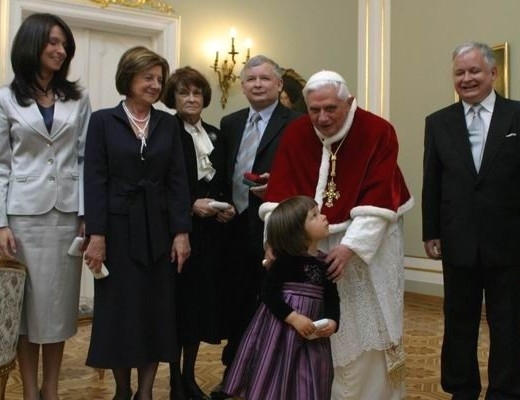
Maria Kaczyńska z rodziną i z papieżem Benedyktem XVI, 25 maja 2006

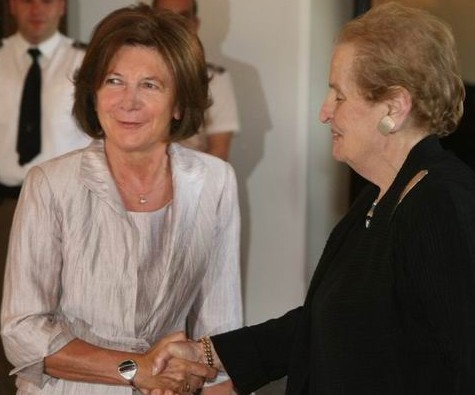
Maria Kaczyńska i Madeleine Albright, 15 czerwca 2007

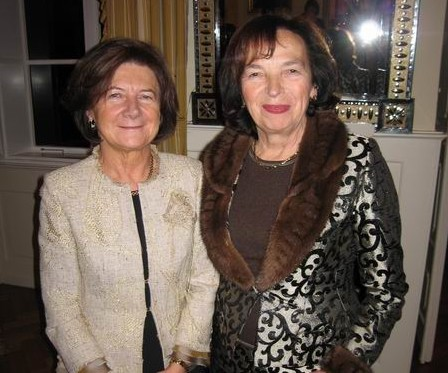
Pierwsze damy razem: Maria Kaczyńska (z Polski) i Livia Klausová (z Czech), 11 grudnia 2007

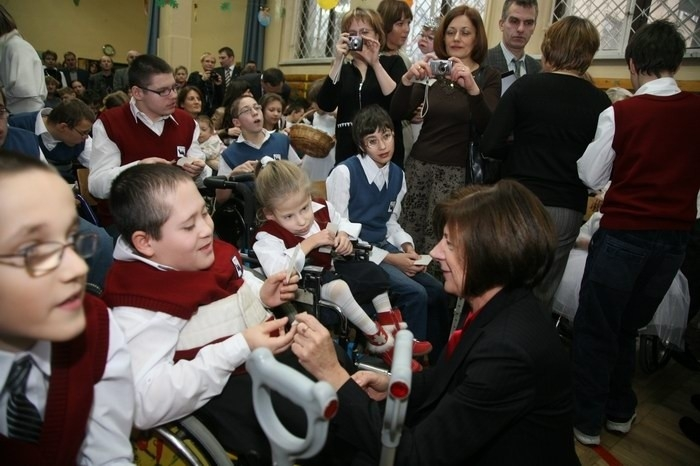
Maria Kaczyńska na spotkaniu wigilijnym w Zespole Szkół Specjalnych nr 109 w Warszawie, 21 grudnia 2007

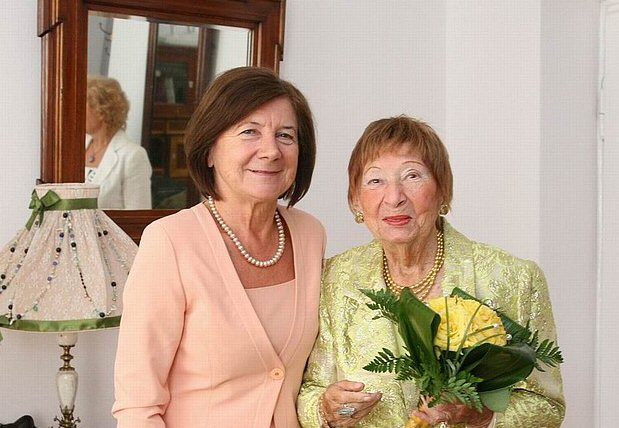
Maria Kaczyńska i Irena Kwiatkowska

Maria Helena Mackiewicz-Kaczyńska (ur. 21 sierpnia 1942 w Machowie, w dawnej gminie Kobylnik, w pobliżu Naroczy, zm. 10 kwietnia 2010 w Smoleńsku) – polska ekonomistka, pierwsza dama Rzeczypospolitej Polskiej w latach 2005–2010 jako żona prezydenta Rzeczypospolitej Polskiej Lecha Kaczyńskiego.

## Rodzina
Córka Lidii z domu Piszczako (1916 – 18 maja 2004) i Czesława Mackiewiczów (1914 – 16 lutego 1976). Ochrzczona we wrześniu 1942 w kościele parafialnym w Naroczy. Po II wojnie światowej jej rodzina została przymusowo wysiedlona z Wileńszczyzny. Czesław Mackiewicz nosił pseudonim konspiracyjny „Szczygieł”, działał w Organizacji Wojskowej „Wilki”, walczył w Okręgu Wilno Armii Krajowej, IV Brygadzie Partyzanckiej AK. Jeden z jego braci walczył w szeregach II Korpusu gen. Władysława Andersa pod Monte Cassino, zaś drugi, Witold (1913–1940) był ofiarą zbrodni katyńskiej zamordowanym w Charkowie (razem z nim przetrzymywany był i następnie zamordowany mąż siostry matki Marii Kaczyńskiej, ppor. Jan Mackiewicz; inny brat, Mieczysław został także aresztowany, lecz następnie zwolniony z obozu w Ostaszkowie z uwagi na zbyt niski stopień wojskowy). W 1945 rodzina Mackiewiczów przeniosła się z Wileńszczyzny na Ziemie Odzyskane i osiadła w Człuchowie. W 1949 Czesław Mackiewicz wyrokiem sądu został skazany na karę pięciu lat więzienia za działalność w AK (karę anulowano w wyniku amnestii), po czym utracił zatrudnienie w nadleśnictwie i rodzina przeniosła się do położonego nieopodal Złotowa, gdzie zamieszkiwali do 1951 (w tym czasie Lidia Mackiewicz pracowała jako nauczycielka). Brat Marii Kaczyńskiej, płk dr inż. Konrad Mackiewicz był pracownikiem Instytutu Technicznego Wojsk Lotniczych. Ojciec Marii Kaczyńskiej, Czesław, zmarł wskutek obrażeń odniesionych w wypadku drogowym.
Wywód genealogiczny
| 4. Szymon Mackiewicz (1868−1939) |  |                                   |  |  |                                 |
|                                  |  | 2. Czesław Mackiewicz (1914−1976) |  |  |                                 |
| 5. Helena Łoś (1883−?)           |  |                                   |  |  |                                 |
|                                  |  |                                   |  |  | 1. Maria Mackiewicz (1942−2010) |
| 6. Wincenty Piszczako (?–?)      |  |                                   |  |  |                                 |
|                                  |  | 3. Lidia Piszczako (1916−2004)    |  |  |                                 |
| 7. Helena Pitrian (?–?)          |  |                                   |  |  |                                 |
|                                  |  |                                   |  |  |                                 |

## Młodość i wykształcenie
Maria Kaczyńska urodziła się z wadą serca, ponadto często chorowała na zapalenie płuc, w związku z czym w 1951 rodzice zdecydowali o rocznym wyjeździe do sanatorium w Rabce (wpierw wyjechała tam matka z Marią i Konradem, a w 1953 dołączył do nich ojciec i zamieszkali tam na stałe). W 1955 przeszła operację serca, którą przeprowadził prof. Leon Manteuffel-Szoege. Tam ukończyła szkołę podstawową i w latach 1957–1961 uczęszczała do I Liceum Ogólnokształcącego im. Eugeniusza Romera w Rabce, gdzie w 1961 uzyskała maturę. Przez wiele lat pobierała lekcje gry na fortepianie.
W 1961 roku zaczęła studiować handel zagraniczny (specjalność: transport morski) w Wyższej Szkole Ekonomicznej w Sopocie. W latach 1966–1968 przebywała na urlopie dziekańskim. W tym czasie wyjechała na 6 miesięcy do Londynu w ramach au pair. Następnie przedłużyła pobyt w Anglii i uczęszczała do szkoły językowej Richmond Institute of Further Education. W 1967 roku wyjechała do Paryża, gdzie przez pół roku uczęszczała na kurs języka francuskiego. W 1969 roku uzyskała tytuł zawodowy magistra nauk ekonomicznych, broniąc pracę pt. Reklamy polskich towarów spożywczych na rynku brytyjskim.
Znała język angielski i francuski, porozumiewała się także w językach hiszpańskim i rosyjskim.

## Życie prywatne i zawodowe
Po ukończeniu studiów podjęła pracę w Instytucie Morskim w Gdańsku w pracowni badań koniunkturalnych, gdzie przeprowadzała badania perspektyw rozwoju rynków frachtowych na Dalekim Wschodzie. Przyszłego męża poznała w 1976, gdy pracowała naukowo w Instytucie Morskim, a on studiował. Dwa lata później się pobrali. Wydział II SB w Gdańsku zarejestrował Marię Mackiewicz jako kontakt operacyjny (nr rej. 22626) od 26 lutego 1977 do 11 lipca 1978. Maria Kaczyńska po urlopie macierzyńskim nie powróciła do pracy zawodowej, a zarabiała jako korepetytorka i tłumaczka. Maria i Lech Kaczyńscy mieli córkę Martę (ur. 1980), absolwentkę prawa na Uniwersytecie Gdańskim, oraz dwie wnuczki, Ewę i Martynę (ich ojcem jest były mąż Marty, Marcin Dubieniecki). Maria i Lech Kaczyńscy mieszkali w Sopocie.

## Pierwsza dama Rzeczypospolitej Polskiej[30]
Jako pierwsza dama podjęła działania wspierające działalność charytatywną.
Objęła patronat nad wieloma akcjami dobroczynnymi (m.in. Galą Charytatywną z okazji 60-lecia Funduszu Narodów Zjednoczonych na Rzecz Dzieci UNICEF). Została także honorowym patronem akcji „Zakopane bez barier”.
9 listopada 2006 została matką chrzestną pierwszego polskiego samolotu myśliwskiego typu F-16 „Jastrząb”.
W lutym 2007 opowiedziała się za pozostawieniem Doliny Rospudy w nienaruszonym stanie.
8 marca 2007 podpisała się pod apelem kobiet mediów do parlamentarzystów o pozostawienie bez zmian zapisu konstytucji w dziedzinie ochrony życia, co wywołało gwałtowną krytykę o. Tadeusza Rydzyka.
13 maja 2007 wraz z Ludmiłą Putiną otworzyła Dom Polski w Sankt Petersburgu.
8 czerwca 2007 podejmowała w Helu małżonkę prezydenta George’a W. Busha – Laurę Bush.
8 lipca 2007 tygodnik Wprost ujawnił nagrania z wykładu o. Tadeusza Rydzyka, który powiedział o Marii Kaczyńskiej (według niektórych domniemana wypowiedź odnosi się do Magdaleny Środy) m.in.: Pani prezydentowa z taką eutanazją? Ty czarownico! Ja ci dam! Jak zabijać ludzi, to sama się podstaw pierwsza. Wypowiedź ta była związana z zaproszeniem 8 marca 2007 do pałacu prezydenckiego środowisk feministycznych, w tym Magdaleny Środy, która jednoznacznie wypowiadała się za prawem do eutanazji.
16 września 2007 Maria Kaczyńska odwiedziła w szpitalu w Ustrzykach Dolnych Czeczenkę, której trzy martwe córki znaleziono w Bieszczadach. Kamisa D. i jej synek Mahomet trafili do szpitala po tym, jak zostali zatrzymani przez polską Straż Graniczną podczas nielegalnego przekraczania granicy polsko-ukraińskiej.
22 października 2007 pani prezydentowa wzięła udział w obchodach 30-lecia Instytutu „Pomnik – Centrum Zdrowia Dziecka”, które Prezydent RP Lech Kaczyński objął honorowym patronatem. Uroczystość odbyła się w Filharmonii Narodowej w Warszawie.
Odbywała spotkania z Przewodniczącą Międzynarodowego Zgromadzenia Kobiet Ministrów, Madeleine Albright, z którą 25 kwietnia 2008 podjęła wspólną inicjatywą dotyczącą działań na rzecz profilaktyki zdrowotnej kobiet i zainicjowała podpisy pod „Deklaracją na rzecz poprawy sytuacji zdrowotnej kobiet w Europie Środkowej”. Ponadto w styczniu 2009 zaangażowała się w akcję IV Tygodnia Walki z Rakiem Szyjki Macicy.

### Specjalny Wysłannik Prezydenta RP
W imieniu prezydenta uczestniczyła jako Specjalny Wysłannik Prezydenta RP w wielu uroczystościach międzynarodowych, reprezentując de facto głowę państwa polskiego. 1 lutego 2006 podjęła w Pałacu Prezydenckim księżniczkę Annę.
Maria Kaczyńska jako Specjalny Wysłannik Prezydenta RP uczestniczyła w następujących wydarzeniach:
- 7 lutego 2006 – pogrzeb byłego prezydenta Niemiec Johannesa Raua
- 10 marca 2006 – zaprzysiężenie prezydent Chile Michelle Bachelet
- 26 marca 2006 – pogrzeb byłego Prezydenta Estonii Lennarta Meri
- 1 grudnia 2006 – zaprzysiężenie prezydenta Meksyku Felipe Calderóna
- 7 marca 2008 – pogrzeb Wielkiego Mistrza Suwerennego Wojskowego Zakonu Maltańskiego Andrew Bertiego

## Odznaczenia państwowe i im równorzędne
- Krzyż Wielki Orderu Odrodzenia Polski (pośmiertnie, postanowieniem z 16 kwietnia 2010 marszałka Sejmu Bronisława Komorowskiego wykonującego obowiązki prezydenta RP, na wniosek Kapituły Orderu Odrodzenia Polski, „za wybitne zasługi w służbie państwu i społeczeństwu”)[38][39].
- Krzyż Wielki Orderu Witolda Wielkiego (15 kwietnia 2009, Litwa)[40]
- Xirka Ġieħ ir-Repubblika (26 stycznia 2009, Malta)[41]
- Krzyż Wielki Orderu Infanta Henryka (1 września 2008, Portugalia)[42].
- Krzyż Wielki dla Damy Orderu Zasługi Zakonu Maltańskiego (14 maja 2007)

## Inne wyróżnienia
- W listopadzie 2006 Maria Kaczyńska otrzymała tytuł i statuetkę Człowiek Otwartego Serca, przyznawaną przez Kapitułę Stowarzyszenia Osób i Dzieci Niepełnosprawnych Pomocna Dłoń.
- W grudniu 2006 prezydentowa otrzymała tytuł honorowego Przyjaciela Palestyńskiego Towarzystwa im. Fryderyka Chopina, który jest nadawany przez Palestyńskie Towarzystwo im. Fryderyka Chopina miłośnikom muzyki oraz promotorom kultury, literatury i sztuki.
- W listopadzie 2007 Maria Kaczyńska otrzymała tytuł honorowego Anioła Kliniki Budzik, który został nadany Pani Prezydentowej przez Fundację Ewy Błaszczyk Akogo? za zaangażowanie w budowę Kliniki Budzik.
- Od 13 grudnia 2007 przewodniczyła Honorowemu Komitetowi Rozwoju Centrum Onkologii Ziemi Lubelskiej im. św. Jana z Dukli[43]
- 25 stycznia 2008 prezydentowa Kaczyńska otrzymała statuetkę Mecenasa Polskiej Ekologii, przyznawaną przez Narodową Radę Ekologiczną za zaangażowanie w problemy ochrony środowiska.
- W kwietniu 2008 imieniem i nazwiskiem prezydentowej Marii Kaczyńskiej oficjalnie nazwano nową odmianę uprawną tulipana o nazwie systematycznej Tulipa L. 'Maria Kaczynska'. Była pierwszą osobistością z Polski, która została w ten sposób uhonorowana. 24 kwietnia 2008 w ambasadzie Holandii w Warszawie Maria Kaczyńska otrzymała jednego „swojego” tulipana w szklanej donicy. Odmiana ta ma być zasadzona na dziedzińcu Pałacu Prezydenckiego w Warszawie.
- 31 maja 2008 otrzymała Specjalnego Super Wiktora 2007 „za wrażliwość ponad podziałami”[44].
- 3 października 2008 Marię Kaczyńską uhonorowano Bursztynową Różą – wyróżnieniem przyznawanym w uznaniu za działalność charytatywną pod hasłem Miej serce i patrzaj w serce – przeciw obojętności.
- W styczniu 2009 Maria Kaczyńska otrzymała honorowe członkostwo maltańskiego towarzystwa Xirka Ġieħ ir-Repubblika, nadawane za zasługi dla Republiki Malty[45].
- 17 marca 2009 Maria Kaczyńska została uhonorowana orderem „Ambasadora Rozwoju Profilaktyki Zdrowia w Polsce 2009” za zaangażowanie na rzecz profilaktyki onkologicznej, poprawy sytuacji osób niepełnosprawnych w Polsce oraz zapobieganiu krzywdzeniu i wykorzystywaniu dzieci, a także za zaangażowanie w problemy ochrony środowiska. Odznaczenie to przyznawane jest przez Fundację „Akademia Zdrowia i Urody”, Stałe Przedstawicielstwo ONZ w Polsce oraz Światową Organizację Zdrowia.
- Odznaka honorowa „Zasłużony dla Województwa Podkarpackiego” (pośmiertnie, 2010)[46].

## Śmierć, uroczystości żałobne i pogrzeb

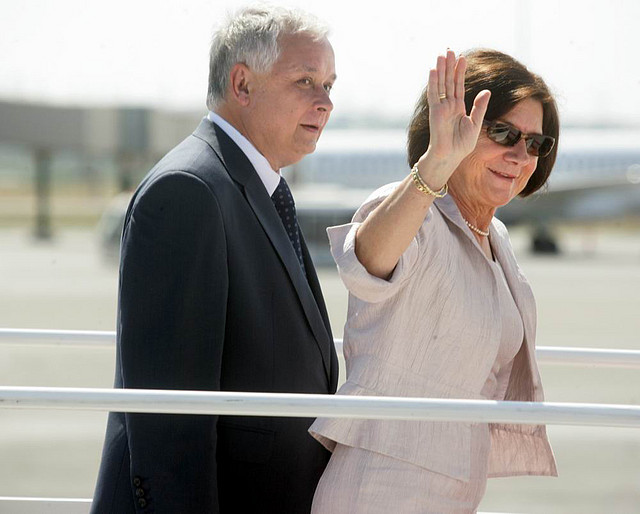
Lech i Maria Kaczyńscy w Baku, 3 lipca 2009

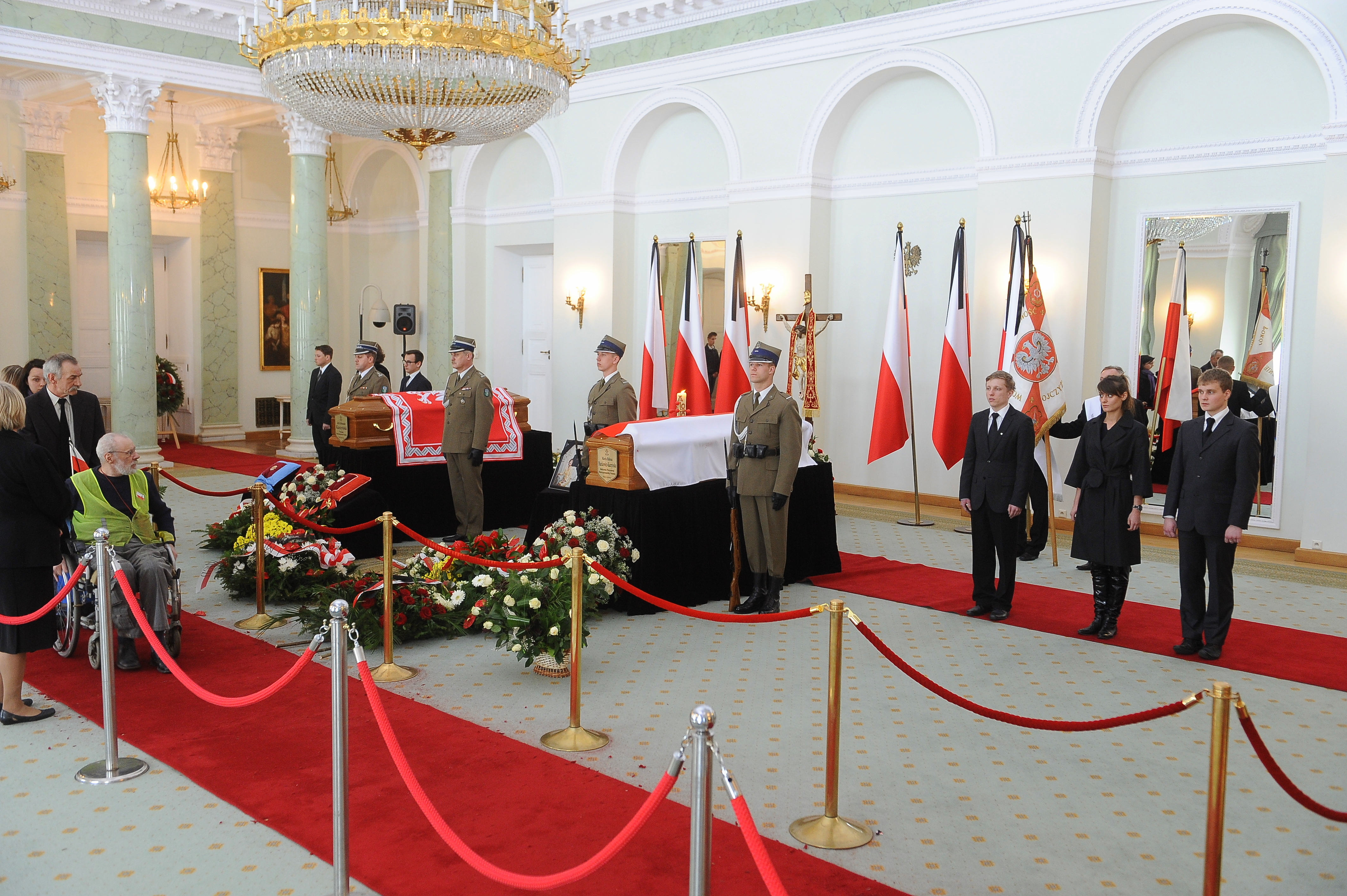
Trumny Prezydenta Lecha Kaczyńskiego i Marii Kaczyńskiej w Sali Kolumnowej Pałacu Prezydenckiego

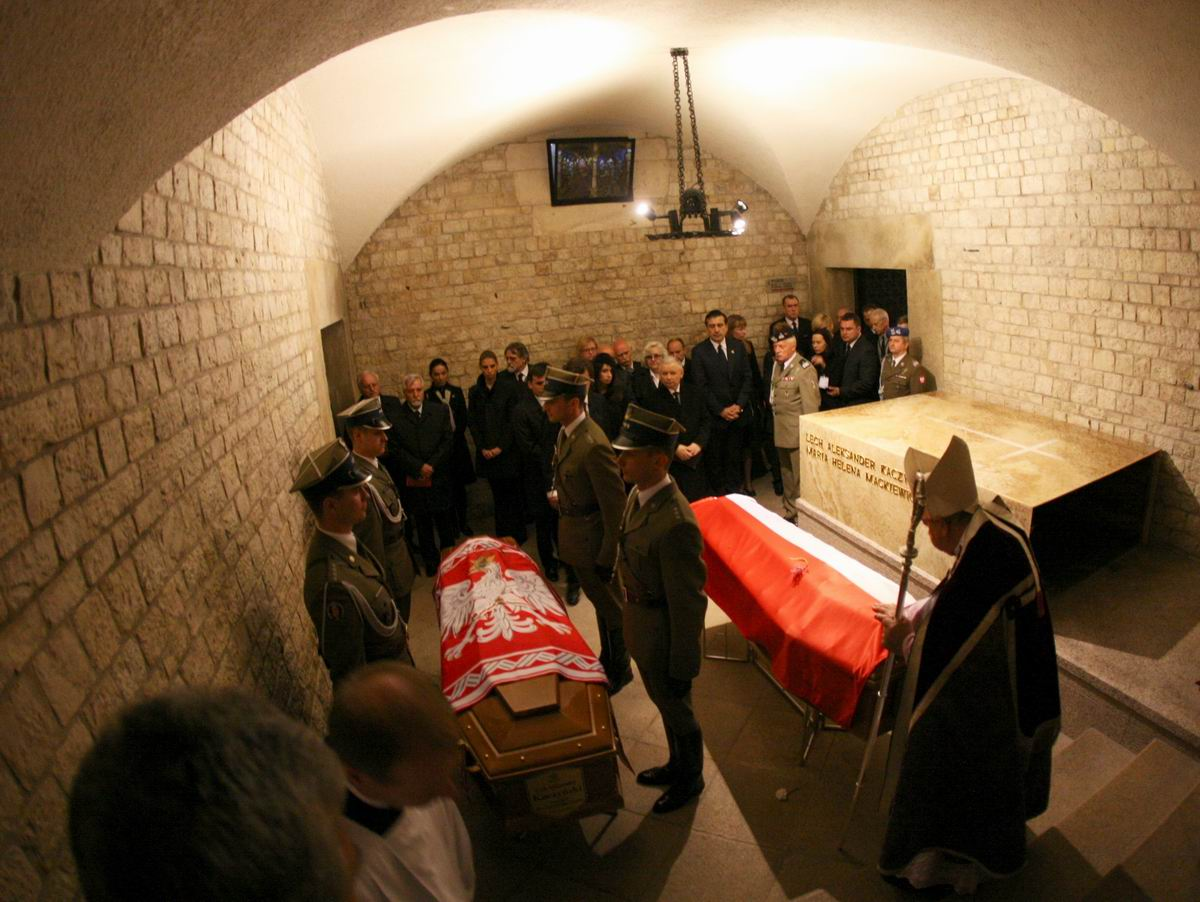
Trumny Lecha i Marii Kaczyńskich w krypcie katedry wawelskiej w trakcie uroczystości pogrzebowych

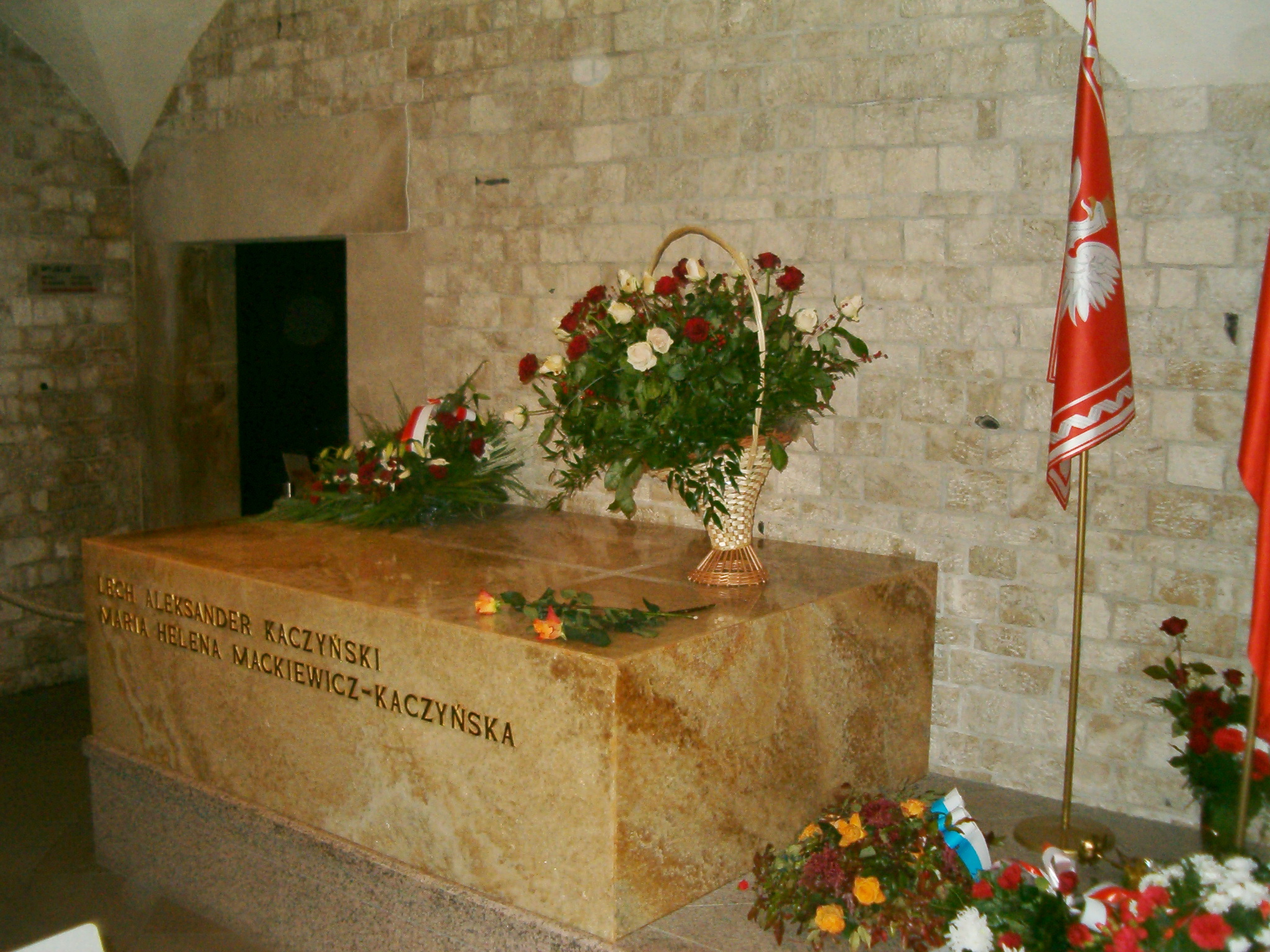
Sarkofag Lecha i Marii Kaczyńskich w krypcie katedry wawelskiej

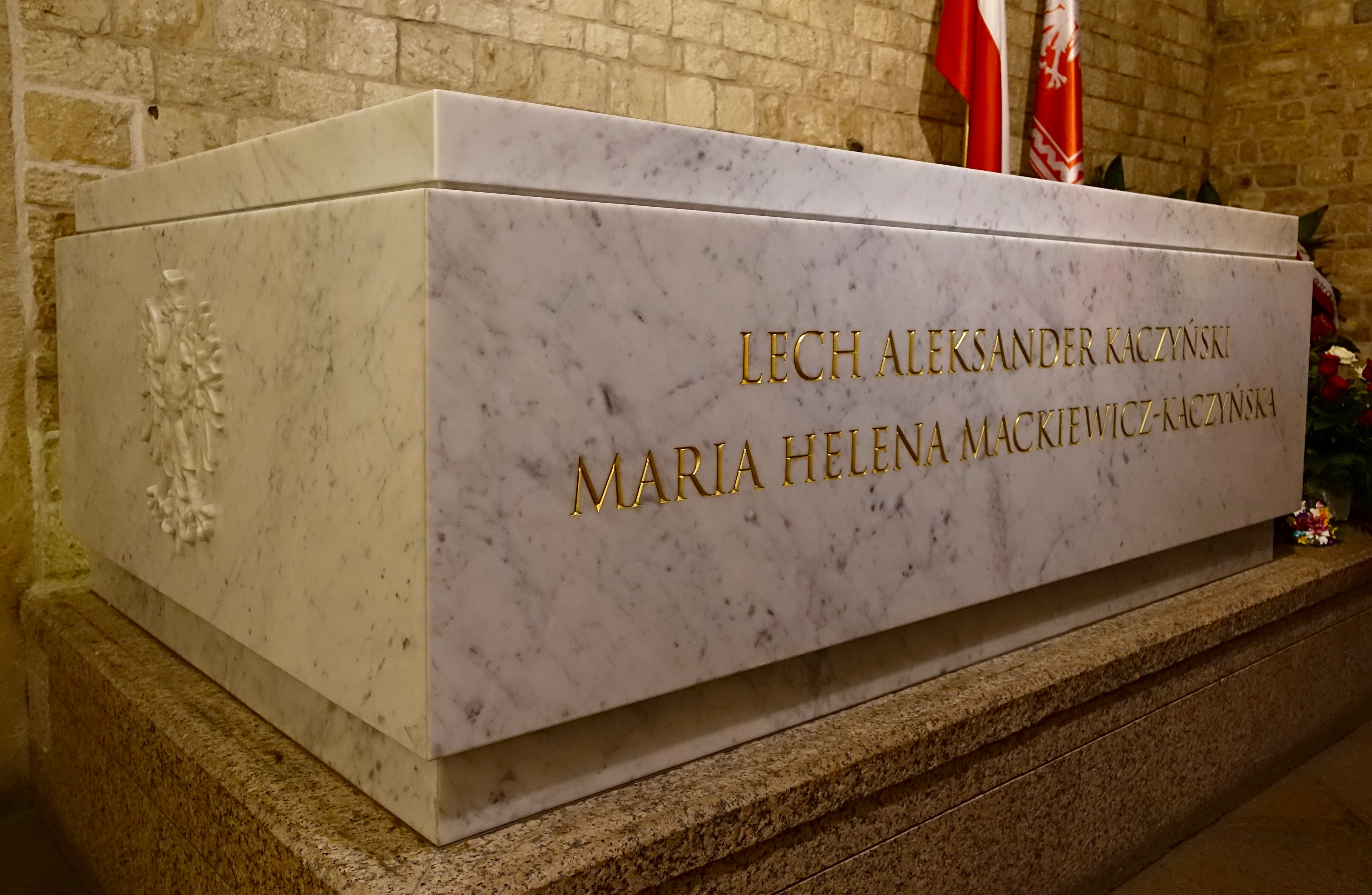
Nowy sarkofag z marmuru karraryjskiego (2016)

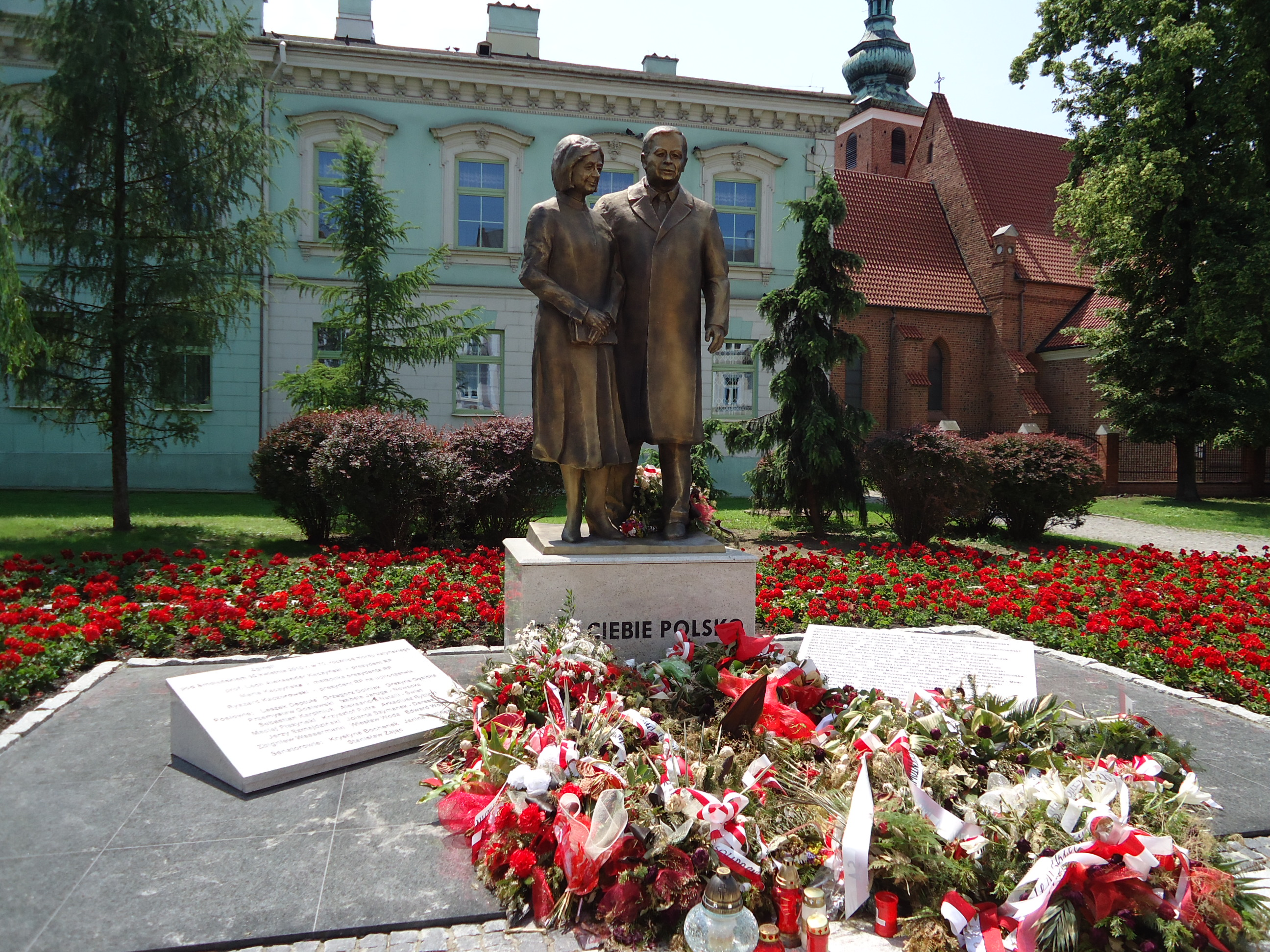
Pomnik Lecha i Marii Kaczyńskich w Radomiu

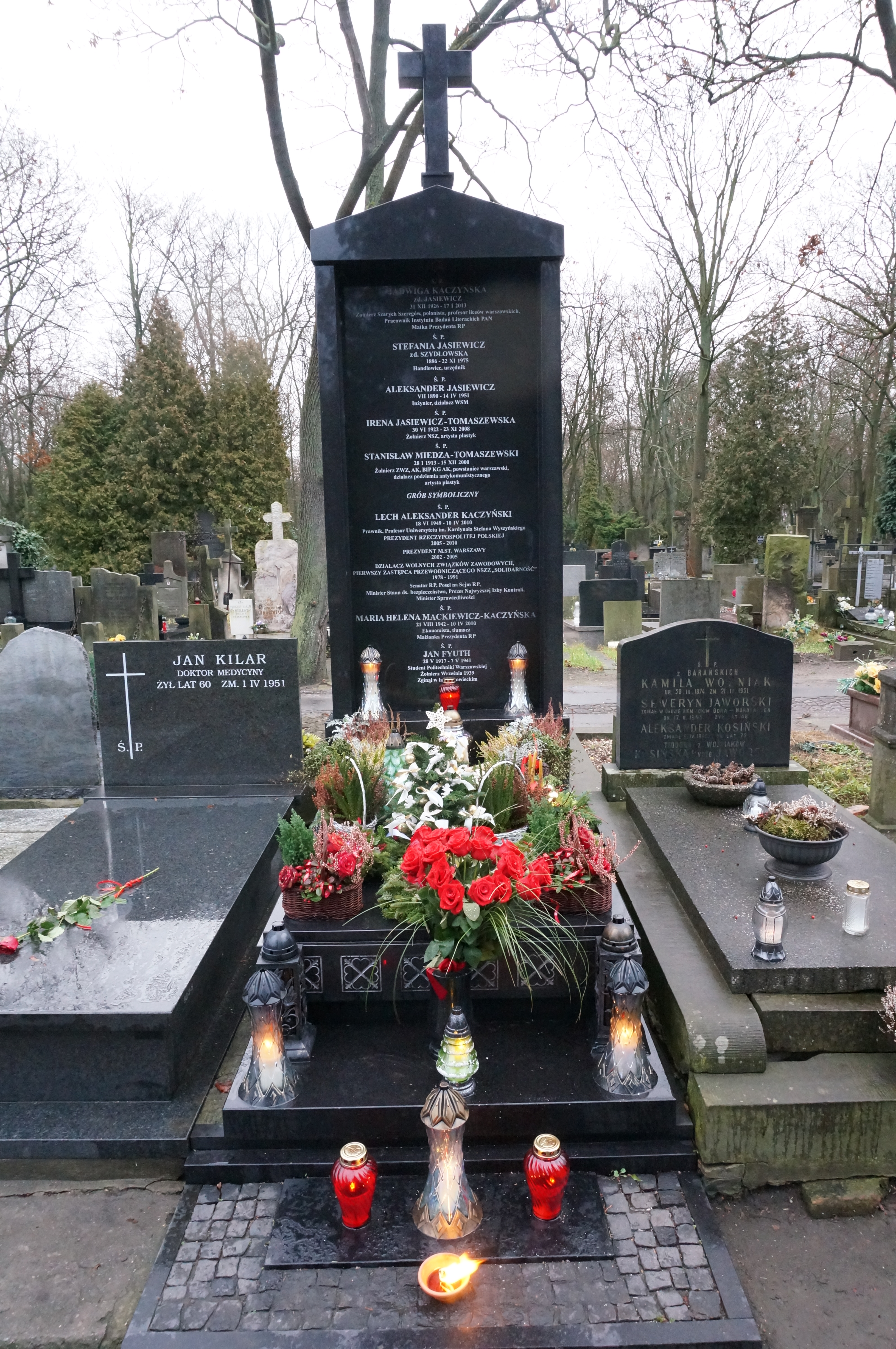
Symboliczny grób Lecha i Marii Kaczyńskich na Cmentarzu Powązkowskim w Warszawie oraz wspólny grób Jadwigi Kaczyńskiej i rodziny

Maria Kaczyńska zginęła 10 kwietnia 2010 w wyniku katastrofy wojskowego samolotu Tu-154M nr 101 w Smoleńsku w drodze na obchody 70. rocznicy zbrodni katyńskiej. Tego dnia około godziny 8:40 czasu polskiego samolot, w którym razem ze swoim mężem Lechem i delegacją udawała się na uroczystości rocznicowe w Katyniu, rozbił się w pobliżu lotniska Smoleńsk-Siewiernyj w Smoleńsku. W wyniku tej katastrofy śmierć poniosły wszystkie osoby znajdujące się na pokładzie samolotu. Jej ciało zostało zidentyfikowane przez jej brata, Konrada Mackiewicza.
13 kwietnia 2010 trumna z ciałem Marii Kaczyńskiej została przewieziona samolotem wojskowym z Moskwy do Warszawy i wystawiona na widok publiczny wraz z trumną męża w Sali Kolumnowej Pałacu Prezydenckiego w Warszawie. Według szacunków Kancelarii Prezydenta, w dniach 13–17 kwietnia prezydenckiej parze mogło oddać hołd ok. 180 tys. osób.
18 kwietnia 2010 Maria Kaczyńska została pochowana wraz z mężem w bazylice archikatedralnej św. Stanisława i św. Wacława w Krakowie w krypcie pod Wieżą Srebrnych Dzwonów na Wawelu. W 2010 w kwaterze 92. Cmentarza Powązkowskiego w Warszawie powstał symboliczny grób Lecha i Marii Kaczyńskich.
Szczątki pary prezydenckiej zostały ekshumowane 15 listopada 2016 w ramach zaplanowanych przez Prokuraturę Generalną ekshumacji ofiar katastrofy smoleńskiej, a następnie przebadane w Zakładzie Medycyny Sądowej Collegium Medicum Uniwersytetu Jagiellońskiego. Ponowny pochówek w tym samym miejscu miał miejsce trzy dni później z udziałem prezydenta Andrzeja Dudy i premier Beaty Szydło. Trumny pary prezydenckiej zostały umieszczone w nowym sarkofagu wykonanym z marmuru karraryjskiego.

## Upamiętnienie
- W 2010 pamięci Marii Kaczyńskiej została poświęcona książka pierwszej damy Gruzji Sandry Roelofs „Historia idealistki” (Tbilisi 2010)[59]. W 2011 Sandra Roelofs ustanowiła stypendium im. Marii Kaczyńskiej w dziedzinie muzyki poważnej i medycyny[60].
- Imię Lecha i Marii Kaczyńskiego otrzymały ulica Czarnomorska w dzielnicy Isani w gruzińskiej stolicy Tbilisi (13 kwietnia 2010)[61] i ulica w Batumi (25 maja 2010)[62].
- Imieniem Marii i Lecha Kaczyńskich postanowiono nazwać szpital w Essassa w rejonie Libreville w Gabonie (kwiecień 2010)[63].
- 16 kwietnia 2010 Rada Miasta Sopotu nazwała imieniem Lecha i Marii Kaczyńskich dotychczasowy Park Południowy, położony na terenie miasta[64].
- 28 kwietnia 2010 imieniem Lecha i Marii Kaczyńskich nazwano park poniżej tarasu spacerowego Kamiennej Góry w Gdyni[65]
- Wizerunki Lecha i Marii Kaczyńskich znalazły się na znaczkach pocztowych wydanych przez poczty kilku państw afrykańskich: Mozambiku, Togo, Gwinei Bissau, Liberii oraz Wysp Świętego Tomasza i Książęcej, a także karaibskiego Saint Vincent i Grenadyny[66].
- 4 kwietnia 2011 Narodowy Bank Polski wprowadził do obiegu monetę o nominale 100 zł z wizerunkiem Lecha Kaczyńskiego i Marii Kaczyńskiej (złoto próby 900/1000, masa 8 g, średnica 21 mm, nakład 5000 egz.)[67].
- 20 maja 2010 imieniem Marii Kaczyńskiej nazwano Centrum Profilaktyki Przeciwrakowej w dzielnicy Varketili w Tbilisi w Gruzji[68].
- 15 grudnia 2011 szkole podstawowej w miejscowości Podsarnie w województwie małopolskim nadano imię patronów Lecha i Marii Kaczyńskich[69].
- 18 czerwca 2013 w Radomiu odsłonięto pomnik pary prezydenckiej Lecha i Marii Kaczyńskich[70].
- w 2013 r. we Wrocławiu nadano imię Marii i Lecha Kaczyńskich bulwarowi.
- 8 kwietnia 2015 odbyła się premiera filmu dokumentalnego pt. Dama, upamiętniającego Marię Kaczyńską, autorstwa Marii Dłużewskiej[71].
- 9 kwietnia 2017 w Elmwood Park nadano ulicy imię pary prezydenckiej Lecha i Marii Kaczyńskich[72].
- 1 czerwca 2021 skwer w Poznaniu otrzymał imię Marii i Lecha Kaczyńskich[73].